# Gualba
Gualba – gmina w Hiszpanii, w prowincji Barcelona, w Katalonii, o powierzchni 23,14 km². W 2011 roku gmina liczyła 1359 mieszkańców.